# Franz Anton Hillebrandt
Franz Anton Hillebrandt (ou Hillebrand, ou encore Franz de Paula von Hillebrandt) (né le 2 avril 1719 à Vienne, mort le 25 janvier 1797 dans la même ville) est un architecte autrichien.

## Biographie
Franz Anton est le fils du charpentier allemand Wolfgang Hillebrandt qui a émigré du Haut-Palatinat à Vienne. À 15 ans, il postule pour l'académie des beaux-arts de Vienne et y entre le 3 janvier 1734.
En 1756, Hillebrandt entreprend un long voyage d'étude en Allemagne et aux Pays-Bas. Il travaille un temps pour le prince-évêque de Wurtzbourg Adam Friedrich von Seinsheim. En 1757, lorsque l'architecte Johann Baptist Martinelli, il postule à sa succession. À la fin de l'année, il est embauché mais ne touche pas de salaire. Il est seulement confirmé le 29 octobre 1762. Entre 1757 et 1797, Hillebrandt est responsable de tous les bâtiments publics en Hongrie. Sous sa direction, on construit tous les édifices gouvernementaux de la Hongrie, mais aussi la cathédrale Sainte-Marie d'Oradea. De 1761 à 1778, il poursuit l'élévation de l'abbaye de Louka (cs).
Le 31 octobre 1772, Hillebrandt succède à Nicolò Pacassi comme architecte de la Cour. Il reprend la construction des bâtiments de Vienne et est responsable de 1773 à 1775 de la transformation du Hofburg. Il se fait également un nom pour les transformations du château de Halbturn et du château de Hof.